# Kevin Bickner
Kevin Bickner est un sauteur à ski américain, né le 23 septembre 1996 à Lake Forest.

## Biographie
Il est originaire de Wauconda, où il a étudié, avant de fréquenter l'Université DeVry.
Il commence le saut à ski à l'âge de neuf ans sur une tremplin plastifié. À seize ans, il intègre l'équipe nationale de développement et s'entraîne désormais à Park City.
Il est licencié au Norge Ski Club (no) de Chicago. Participant à des compétitions FIS depuis la saison 2011-2012, il prend part à trois éditions des Championnats du monde junior en 2014, 2015 et 2016, où il est notamment onzième en individuel.
Il effectue sa première saison en Coupe du monde lors de l'hiver 2015/2016, y marquant son premier point à Vikersund (30e). Il participe à ses premiers championnats du monde en 2017, où il se retrouve au mieux trentième en individuel. En mars 2017, il bat le record national de saut à Vikersund, où il atteint la barre des 244,5 mètres pour finir 15e de cette étape de Coupe du monde. En juillet 2017, il obtient son premier podium dans la Coupe continentale à Kranj.
En 2018, il est sélectionné pour ses premiers jeux olympiques à Pyeongchang, se classant 18e au petit tremplin, puis 20e au grand tremplin et 9e par équipes. En mars 2018, il obtient son deuxième meilleur résultat dans l'élite avec une seizième place à Planica.

## Palmarès

### Jeux olympiques
| Épreuve / Édition | Pyeongchang 2018 | Pékin 2022 |
| Petit tremplin    | 18e              | 43e        |
| Grand tremplin    | 20e              | 39e        |
| Par équipes       | 9e               | 10e        |

### Championnats du monde
| Épreuve / Édition | Épreuve / Édition      | Lahti 2017 | Seefeld 2019 |
| Petit tremplin    | Petit tremplin         | 47e        | 48e          |
| Grand tremplin    | Grand tremplin         | 30e        | 37e          |
| Par équipes       | Petit tremplin (mixte) | 8e         | 10e          |
| Par équipes       | Grand tremplin         | 11e        | 11e          |

### Championnats du monde de vol à ski
| Épreuve / Édition | Oberstdorf 2018 |
| Individuel        | 24e             |
| Par équipes       | -               |

### Coupe du monde
- Meilleur classement général : 39e en 2018.
- Meilleur résultat individuel : 15e.

#### Classements en Coupe du monde
| Année     | Classement général final |
| 2015-2016 | 77e                      |
| 2016-2017 | 42e                      |
| 2017-2018 | 39e                      |
| 2018-2019 | 51e                      |
| 2019-2020 | 54e                      |

### Coupe continentale
- 1 podium.